# Saururus

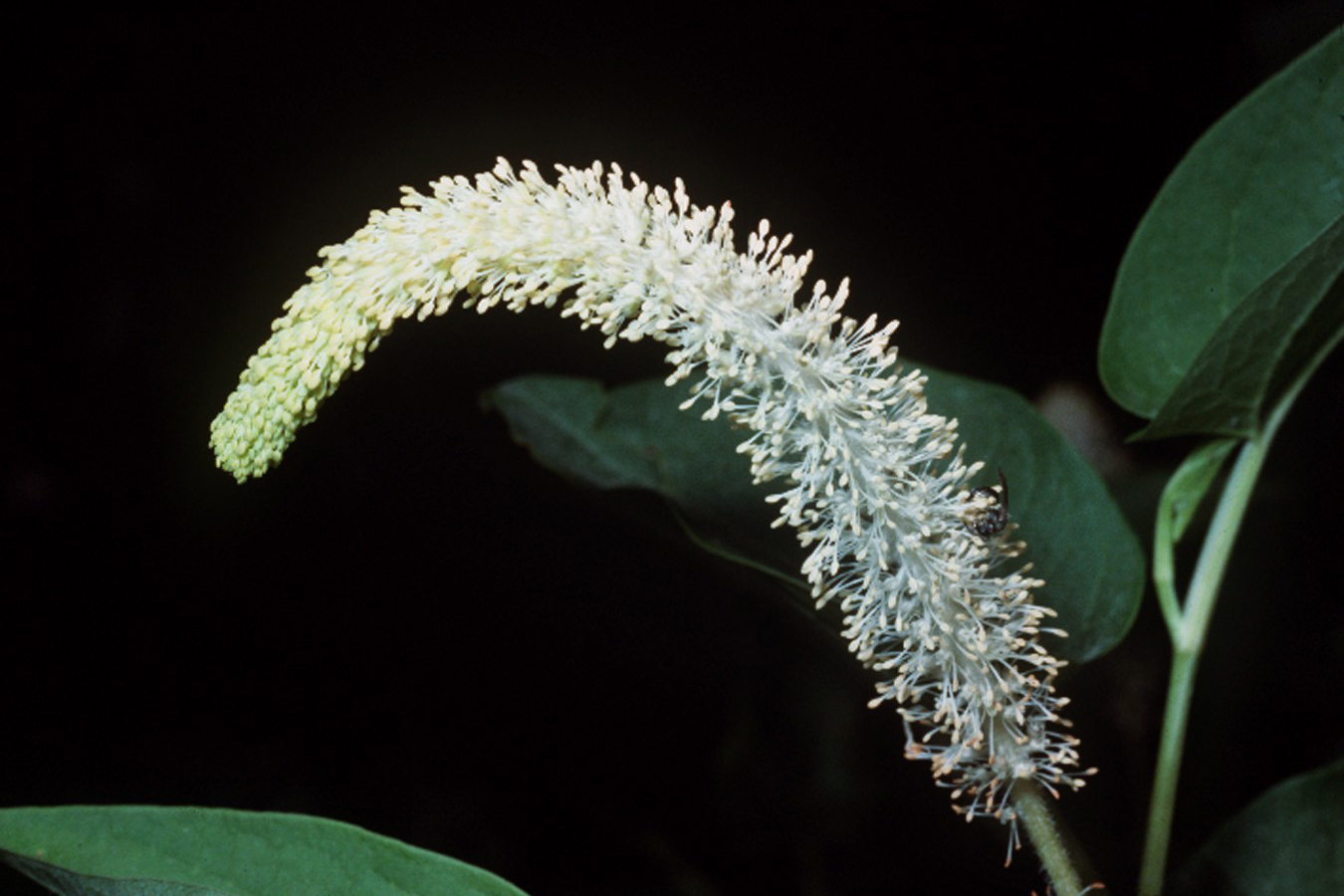
A inflorescência característica de Saururus cernuus.

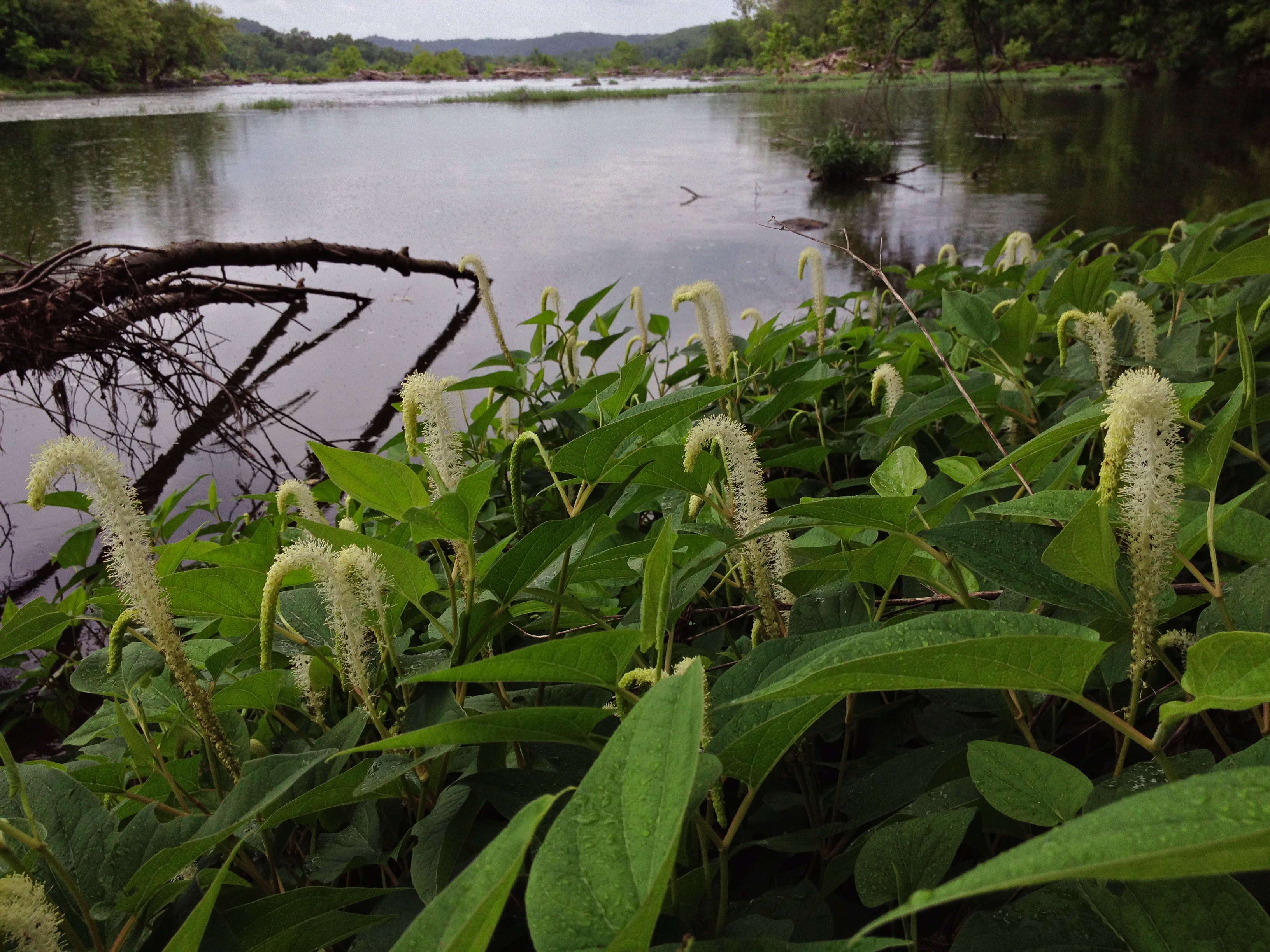
Saururus cernuus nas margens de uma lagoa da Virgínia, USA.

Saururus L. é um género de plantas com flor, pertencente à família das Saururaceae, que agrupa duas espécies extantes e diversas espécies conhecidas apenas do registo fóssil.

## Descrição
Saururus L., 1753 é um género de plantas da família Saururaceae que contém duas espécies herbáceas extantes: Saururus cernuus, nativa da América do Norte; e Saururus chinensis, nativa da Ásia. A espécie tipo é Saururus cernuus L., 1753. O nome genérico vem do grego clássico sauros, lagarto, e ourá, cauda, referindo-se à forma da sua inflorescência peculiar.
Para além dos caracteres gerais da família Saururaceae, o género Saururus apresenta a seguinte morfologia:
- Plantas herbáceas de hábito erecto ou ascendente, grandes, até 120 cm de altura, com rizomas esbranquiçados, rastejantes, muitas vezes com raízes adventícias.
- Folhas caulinares inteiras, com base reniforme a cordada, pecíolos mais curtos que as lâminas foliares. Estípulas membranosas.
- Caules simples ou ramificados, com mais de 2 nós, longitudinalmente asurtados.
- Inflorescências opostas ou terminais, em racemos espiciformes frouxos, sem brácteas petalóides basais, formando um pseudanto.
- Flores 175-350 por inflorescência, não coalescentes, brancas; estames (3-)6-8, hipogínicos a epigínicos, mais compridos que o estilos, os filamentos tão ou mais compridos que as anteras, estas oblongas; gineceu septado, carpelos (3-)4(-7), semicárpicos, estiletes recurvados, com (1-)2(-4) óvulos em placentação lamelar-lateral.
- Fruto em esquizocarpo indeiscente, algo carnudo, monospérmico, cada segmento tuberculado.
- Número cromossómico: x = 11; 2n = 22.

O género está distribuído no leste da Ásia e no leste da América do Norte, onde ocorrem em locais húmidos, prados, margens de rios, mesmo em águas salobras com profundidades de 0-0,5 m. Presente em altitudes de 0-1700 m.
Na farmacopeia tradicional da Ásia Oriental e dos nativos americanos, as flores e o rizoma têm sido utilizados.
Várias sementes fossilizadas de †Saururus bilobatus foram descritas a partir de sedimentos datados do Mioceno da área de Fasterholt, perto de Silkeborg no centro da Jutlândia, Dinamarca.

## Taxonomia
O género Saururus compreende as seguintes espécies extantes:
- Saururus cernuus L.
- Saururus chinensis (Lour.) Baill.

A distinção morfológica entre as espécies á a seguinte:
- Folhas superiores jovens esbranquiçadas na antese. Brácteas florais espatuladas, a parte basal linear, peluda, a parte apical orbicular, glabra ou esparsamente ciliada. Fruto tuberculado, com cerca de 3 mm de diâmetro.

Espécie Saururus chinensis (Lour., 1790) Baill., 1871 (= S. cernuus Thunb., 1784, non L., nom. illeg.; S. loureiri Decne., 1845; S. loureiroi Baill., 1845; Saururopsis cumingii C. DC., 1868)
Floresce de abril a junho, frutos de junho a julho. China, Índia, Japão, Ryu-Kyu, Coreia, Filipinas, Vietname.
- Todas as folhas são normalmente verdes na antese. Brácteas florais naviculares, soldadas ao pedicelo. Fruto rugoso, com 1,5-3 mm de diâmetro.

Espécie Saururus cernuus L., 1753 (= Mattuschkia aquatica J.F. Gmel., 1791; S. lucidus Donn, 1804; S. cernuus fo. submersus Glück, 1911)
Nome comum: lírio-dos-pântanos. Flores de fevereiro a setembro, frutos de junho a outubro. Leste do Canadá e Estados Unidos.
O género Saururus tem os seguintes sinónimos taxonómicos:
- Spathium Lour., 1790. Espécie tipo: Spathium chinense Lour., 1790.
- Mattuschkia J.F. Gmel., 1791. Espécie tipo: Mattuschkia aquatica J.F. Gmel., 1791.
- Saururopsis Turcz., 1848.
- Neobiondia Pamp.

## Classificação lineana do género
| Sistema | Classificação                    | Referência               |
| ------- | -------------------------------- | ------------------------ |
| Linné   | Classe Hexandria, ordem Trigynia | Species plantarum (1753) |